# ГМЗ-3
ГМЗ-3 (Гусеничний мінний загороджувач-3) (рос. ГМЗ-3 «Гусеничный минный заградитель-3») — броньована машина мінного загородження, розроблена для інженерних військ Збройних сил СРСР. Призначена для механізованого протитанкового мінування в ході бою. З моменту розпаду Радянського Союзу в 1991 році використання цього загороджувача продовжилося в арміях кількох держав-наступниць СРСР. 

## Історія
ГМЗ з'явився в СРСР ще 1968 року. ГМЗ-3 («Виріб 318») є доопрацьованою моделлю ГМЗ («Виріб 118»), яку розробили 1980 року в ЦКБ «Трансмаш» у Свердловську під керівництвом генерального конструктора Ю. В. Томашова (провідний конструктор — Л. А. Ваганов). 1984 року ГМЗ-3 прийняли на озброєння, а його розробникам присудили Державну премію СРСР.
Під час повномасштабного вторгнення Росії в Україну зафіксовано факт захоплення російського ГМЗ-3 силами українських військовиків.

## Опис

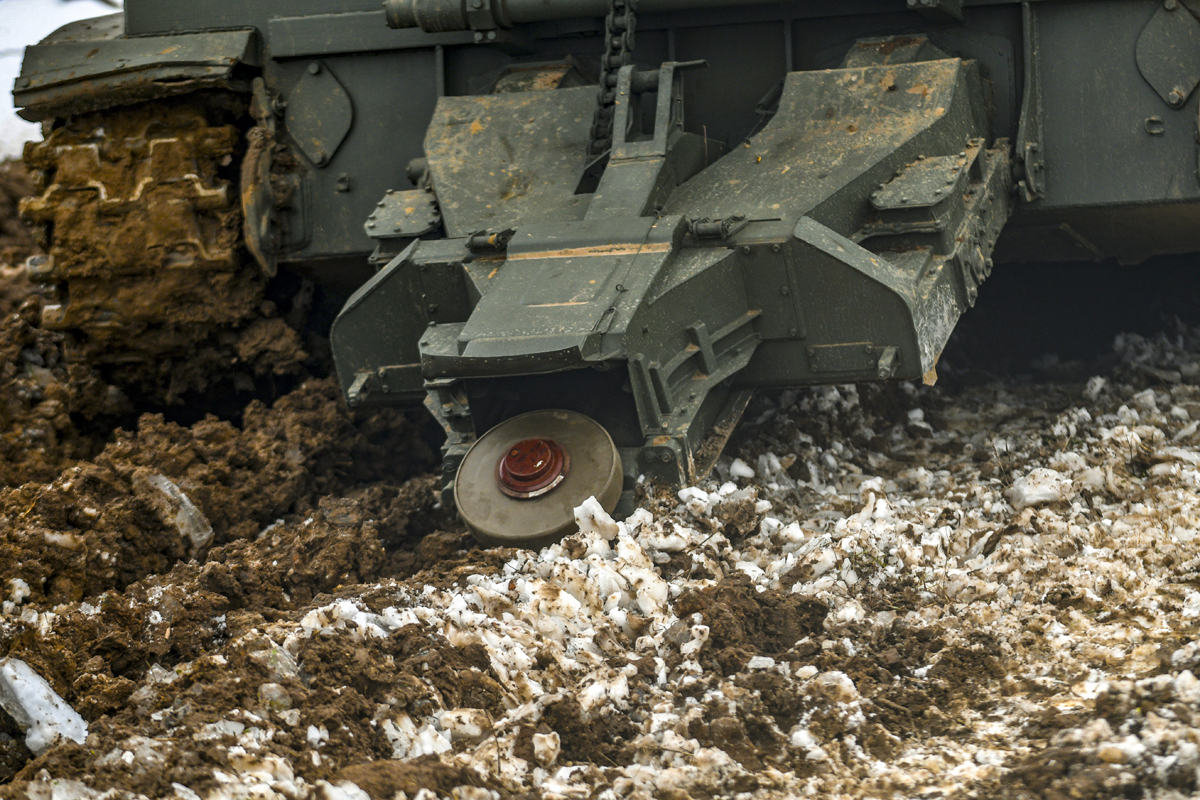
Демонстрація постановки мін із задньої частини машини

ГМЗ-3 — це гусеничний мінний загороджувач на шасі ГМ, призначений для швидкісної механізованої постановки протитанкових мін на шляхах руху механізованих з'єднань противника. Має корисне навантаження 208 мін. За один раз ГМЗ-3 може протягом 10—20 хвилин «засіяти» протитанковими мінами смугу завдовжки 1—2 кілометри, залежно від типу використовуваних мін. Взвод мінних загороджувачів, що складається з трьох бойових машин ГМЗ-3, упродовж 30 хв. установлює мінне поле по фронту до 2,5—3 км. Постановка мін здійснюється на поверхні землі без маскування або в землі з маскуванням. Під час встановлення мінного поля касети з чотирма мінами типу ТМ-52, ТМ-57, ТМ-62, ТМ-62ПЗ або ТМ-89 із контактним і безконтактним детонатором подаються на механізм видачі і далі на випусковий конвеєр із механізмом передачі мін на вогневу позицію. Плужний пристрій з реверсивними викидами дає можливість закопувати і маскувати міни.

## Видозміна

### БТРГ-127 «Джміль»
У Придністров'ї у спадок від радянської 14 армії залишилося щонайменше вісім ГМЗ-3. Оскільки не було потреби в мінному загороджувачі, деякі з цих машин переобладнали на бронетранспортери. Мінне обладнання було знято, а встановлено сидіння для піхоти та приладнано до даху додатковий бойовий модуль, який зазвичай оснащений 12-мм авіаційним кулеметом А-12,7. 
Виготовили їх щонайменше вісім штук. Вони отримали назву БТРГ-127 “Шмєль”. БТР – це зрозуміло, “Г”, ймовірно, означає “гусеничний”, а “127” відсилає нас до калібру кулемета.
Вважається, що такий БТР уміщує 8—10 вояків. Вперше вони з'явилися в 2015 році.

## Поточні експлуатанти

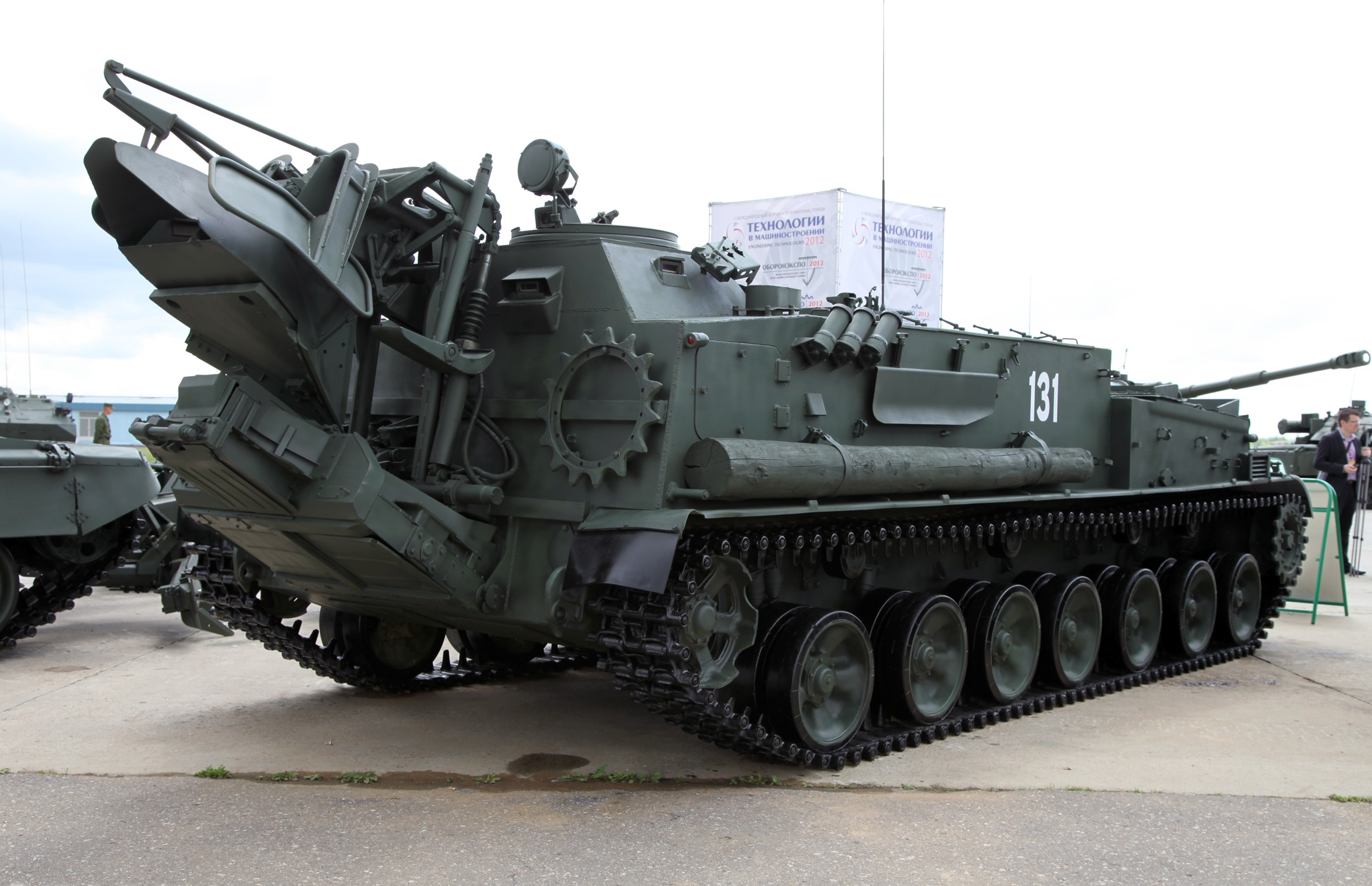
Вигляд машини ззаду, де видно систему встановлення мін і плужний пристрій для їх закладання

- Росія
- Україна
- ПМР — кілька перетворених на бронетранспортери[5]

## Колишні експлуатанти
- СРСР